# Rufin le Syrien
Rufin le Syrien est un prêtre chrétien qui vivait au début du Ve siècle.
Selon Marius Mercator (Commonitorium adversus hæresim Pelagii et Caelestii), originaire de Syrie (Rufinus quondam natione Syrus) et disciple de Théodore de Mopsueste, il serait venu à Rome sous le pontificat du pape Anastase Ier (399-401) et aurait enseigné au moine breton Pélage la doctrine connue ensuite sous le nom de pélagianisme.
On l'identifie au Rufinus presbyter provinciæ Palestinæ auteur d'un Libellus de fide (édité pour la première fois en 1650 par Jacques Sirmond d'après deux manuscrits de l'abbaye de Corbie). Les chapitres centraux de ce texte (§ 28-41) expriment clairement la doctrine pélagienne, à tel point qu'une note marginale ancienne d'un manuscrit met le lecteur en garde contre les « blasphèmes » dont ce livre est rempli, conseillant, si on recopie le manuscrit, de remplacer ce texte par le De vera religione de saint Augustin. Le colophon qui donne le nom de l'auteur précise que le livre est translatus de Græco in Latinum sermonem. Selon le jésuite Jean Garnier, qui réédita le texte en 1673 en même temps que les œuvres de Marius Mercator, le traducteur serait Julien d'Éclane.
La comparaison de ce texte avec le De peccatorum meritis rédigé par saint Augustin en 411-412 montre à l'évidence que celui-ci le connaît et le cite pour le réfuter.
Rufin le Syrien a été souvent confondu avec son contemporain Rufin d'Aquilée. L'identité des deux personnages a été soutenue par Eduard Schwarz; elle est toujours défendue par des savants comme Walter Dunphy.